# Седжеут (Первомайский район)
Седжеут (укр. Седжеут, крымскотат. Secevut, Седжевут) — исчезнувшее село в Первомайском районе Республики Крым, располагавшееся на юго-востоке района, в степной части Крыма, примерно в 1,5 километрах юго-западнее современного села Свердловское.

### Динамика численности населения
| - 1805 год — 111 чел. - 1864 год — 25 чел. - 1889 год — 53 чел. - 1892 год — 68 чел. | - 1902 год — 96 чел. - 1915 год — 0/68 чел. - 1926 год — 87 чел. |

## История
Первое документальное упоминание села встречается в Камеральном Описании Крыма… 1784 года, судя по которому, в последний период Крымского ханства Суджуут входил в Караул кадылык Перекопского каймаканства. После присоединения Крыма к России (8) 19 апреля 1783 года, (8) 19 февраля 1784 года, именным указом Екатерины II сенату, на территории бывшего Крымского Ханства была образована Таврическая область и деревня была приписана к Перекопскому уезду. После Павловских реформ, с 1796 по 1802 год, входила в Акмечетский уезд Новороссийской губернии. По новому административному делению, после создания 8 (20) октября 1802 года Таврической губернии, Седжеут был включён в состав Кучук-Кабачской волости Перекопского уезда.
По Ведомости о всех селениях, в Перекопском уезде состоящих… от 21 октября 1805 года, в деревне Седжеут числилось 15 дворов и 111 жителей крымских татар. На военно-топографической карте генерал-майора Мухина 1817 года Сижеут обозначен с 17 дворами. После реформы волостного деления 1829 года Сижеут, согласно «Ведомости о казённых волостях Таврической губернии 1829 года», отнесли к Агъярской волости (переименованной из Кучук-Кабачской). На карте 1836 года в деревне 19 дворов. Видимо, в результате эмиграции крымских татар в Турцию, деревня заметно опустела и на карте 1842 года Седжеут обозначен условным знаком «малая деревня» (это означает, что в нём насчитывалось менее 5 дворов).
В 1860-х годах, в ходе земской реформы Александра II, деревню приписали к Григорьевской волости. В «Списке населённых мест Таврической губернии по сведениям 1864 года», составленном по результатам VIII ревизии 1864 года, Седжеут — владельческая татарская деревня с 7 дворами, 25 жителями и мечетью при безъименной балке. На трехверстовой карте 1865—1876 года в деревне обозначено 10 дворов. В «Памятной книге Таврической губернии 1889 года», включившей результаты Х ревизии 1887 года, записан Сиджеут с 9 дворами и 53 жителями.
После земской реформы 1890 года Седжеут отнесли к Бютеньской волости. Согласно «…Памятной книжке Таврической губернии на 1892 год», в деревне, находившейся в частном владении, было 68 жителей в 17 домохозяйствах. По «…Памятной книжке Таврической губернии на 1902 год», в деревне Седжеут числилось 96 жителей в 9 домохозяйствах. По Статистическому справочнику Таврической губернии. Ч.II-я. Статистический очерк, выпуск пятый Перекопский уезд, 1915 год, в деревне Седжеут Бютеньской волости Перекопского уезда числилось 13 дворов (все дворы безземельные) со смешанным населением в количестве 68 человек «посторонних» жителей, из которых по 34 мужчины и женщины. Жители землёй не владели, но за селением числилось 150 десятин земли. В хозяйствах имелось 61 лошадь, 8 волов, 28 коров и 30 голов мелкого скота.
После установления в Крыму Советской власти и учреждения 18 октября 1921 года Крымской АССР, в составе Симферопольского уезда был образован Биюк-Онларский район, в состав которого включили село. В 1922 году уезды получили название округов. 11 октября 1923 года, согласно постановлению ВЦИК, в административное деление Крымской АССР были внесены изменения, в результате которых был ликвидирован Биюк-Онларский район, а село включили в состав Симферопольского района. Согласно Списку населённых пунктов Крымской АССР по Всесоюзной переписи 17 декабря 1926 года, в селе Сеит-Джеут, Бурчинского сельсовета Симферопольского района, числилось 17 дворов, все крестьянские; население составляло 87 человек, из них 30 русских, 27 чехов, 12 украинцев, 11 немцев, 7 записаны в графе «прочие». Постановлением ВЦИК РСФСР от 30 октября 1930 года был создан Фрайдорфский еврейский национальный район (переименованный указом Президиума Верховного Совета РСФСР № 621/6 от 14 декабря 1944 года в Новосёловский) (по другим данным 15 сентября 1931 года) и село включили в его состав, а после разукрупнения в 1935-м и образования также еврейского национального Лариндорфского (с 1944 — Первомайский), село переподчинили новому району. Село ещё обозначено на километровой карте Генштаба Красной армии 1941 года, но в дальнейшем в доступных источниках не встречается.